# 各務原町7丁目工業団地
各務原町7丁目工業団地（かかみがはらちょう7ちょうめこうぎょうだんち）は、岐阜県各務原市鵜沼各務原町にある工業団地。

## 概要
- 鵜沼各務原町7丁目にある工業団地である。各務原市土地開発公社により開発、分譲された。分譲面積は2.7ha[1][2]。1987年（昭和62年）8月完成[1]。
- 鵜沼各務原町7丁目にある工業団地であるが、各務原町7丁目工業団地の完成以前からこの地域には工場が多くあり、岐阜県及び経済産業省はその周辺の地域（鵜沼各務原町8丁目、鵜沼三ツ池町6丁目、鵜沼朝日町1丁目、2丁目、4丁目）を合わせて各務原町7丁目工業団地としている[2]。

## 主な進出企業
- 宮田製菓
- 桃太郎製菓
- APCエアロスペシャルティ
- E-MAC技術研修センター
- クラエー
- 岐阜車体工業
- ニッケ
- 大豊工機
- 山栄工業
- 昭和コーポレーション